# Battaglia di Shipu
La battaglia di Shipu (石浦海戰T) fu una vittoria navale francese durante la guerra franco-cinese (agosto 1884-aprile 1885). La battaglia ebbe luogo la notte del 14 febbraio 1885 nella baia di Shipu (石浦灣), vicino a Ningbo, in Cina.

## Contesto
La battaglia fece seguito al tentativo di una parte della Flotta del Nanyang (flotta cinese dei mari del sud) di alleggerire il blocco navale francese di Formosa. Il 18 gennaio 1885 gli incrociatori cinesi Nanchen (南琛), Nanrui (南瑞) e Kaiji (開濟), accompagnati dalla fregata Yuyuan (馭遠) e dallo sloop Chengqing (澄慶), lasciarono Shanghai e fecero rotta verso Formosa. La flotta cinese era al comando dell'ammiraglio Wu Ankang (吳安康).  Originariamente le navi della Flotta del Nanyang dovevano essere accompagnate dalla Chaoyong (超勇) e dalla Yangwei (揚威), due incrociatori relativamente moderni della Flotta del Pei-yang al comando dell'ammiraglio tedesco Siebelin, ma Li Hongzhang dirottò le due navi nelle acque coreane, a causa delle tensioni tra Cina e Giappone per la Corea, molto alte dopo la sconfitta di Yuan Shikai del colpo di stato di Gapsin nel dicembre 1884.
Secondo L. C. Arlington, un ufficiale della marina americana in servizio come "consigliere straniero" a bordo della fregata Yuyuan, la sortita fu effettuata in uno stato d'animo di profondo sconforto. I capitani cinesi non avevano fiducia nella loro capacità di affrontare i francesi in combattimento ed erano determinati a evitare, se possibile, la battaglia. La flotta cinese navigò verso sud lentamente e con esitazione, senza mai perdere di vista la terraferma e con frequenti soste per provare i cannoni delle navi. Prima che la flottiglia raggiungesse lo stretto di Formosa, l'ammiraglio Wu già disperava di poter portare a termine la sua missione. Si propose di limitarsi ad annunciare che la flotta cinese era diretta a Formosa, nella speranza che questa falsa voce costringesse i francesi a togliere il blocco dell'isola e a concentrare le loro navi da guerra per la difesa. La flotta cinese tornò indietro e si diresse verso la baia di Sanmen, vicino al porto cinese di Ningbo.
Alla fine di gennaio 1885 la sortita cinese fu debitamente riportata dai giornali di Hong Kong. Il capitano Baux della Triomphante, che era di stanza a Hong Kong per monitorare le notizie provenienti dalla Cina, trasmise immediatamente la notizia all'ammiraglio Amédée Courbet a Keelung. I francesi, stanchi della monotona routine del blocco e frustrati per l'impossibilità di scontrarsi con i cinesi, colsero al volo l'occasione di distruggere metà della flotta del Nanyang. All'inizio di febbraio Courbet salpò da Keelung, diretto a nord, per dare la caccia ai cinesi con le corazzate Bayard e Triomphante, gli incrociatori Nielly, Éclaireur e Duguay-Trouin, la cannoniera Aspic e la nave da guerra Saône.

## L'inseguimento

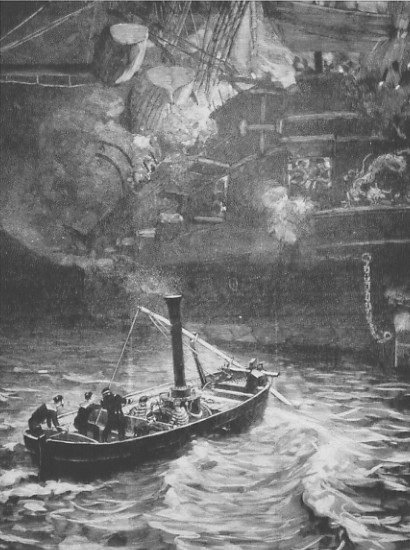
Lancio di siluri francesi contro la fregata cinese Yuyuan,

Non sapendo dove trovare il nemico, Courbet dapprima esplorò la foce del fiume Min (7 febbraio 1885), poi si diresse a nord lungo la costa cinese.
Il 9 febbraio 1885, con le scorte di carbone che cominciavano a scarseggiare su alcune navi, Courbet fu costretto a rimandare a Keelung l'incrociatore Duguay-Trouin.
Il 10 febbraio 1885 il resto della squadra francese raggiunse le isole Chusan e l'11 febbraio 1885 entrò nella foce del fiume Yangzi, mettendo in allarme le batterie cinesi di Wusong. Non c'era ancora traccia della flotta cinesi. Alla fine i francesi stabilirono comunicazioni con la costa e passarono al setaccio i giornali cinesi per avere le ultime notizie sulla sortita. Scoprirono che la Squadra dell'Estremo Oriente aveva superato gli incrociatori cinesi nel suo viaggio verso nord e che le navi nemiche erano ora in agguato nella baia di Sanmen. Courbet si diresse immediatamente verso sud e guidò la squadra di notte attraverso i pericolosi passaggi delle isole Chusan per avvicinarsi al nemico il prima possibile. Il 13 febbraio 1885, al largo della baia di Shipu, a sud delle isole Chusan, l'Éclaireur avvistò la flota cinese e segnalò: "Cinque piroscafi in vista a sud".
Lo squadrone francese si dispose immediatamente alla battaglia e puntò sui cinesi. La flottiglia cinese avanzò inizialmente contro i francesi in una formazione a "V", guidata dalla nave ammiraglia Kaiji dell'ammiraglio Wu Ankang, e per un breve, esaltante momento i francesi credettero che i cinesi avessero accettato la battaglia: non avevano dubbi che avrebbero distrutto con facilità le navi cinesi. Improvvisamente, però, prima di entare in contatto, la flotta nemica ruppe la formazione e si disperse. I tre incrociatori si diressero a sud, inseguiti dalla squadra di Courbet, mentre la Yuyuan e la Chengqing si rifugiarono nella baia di Shipu. Secondo Arlington, l'ammiraglio Wu nutriva rancore nei confronti dei capitani di queste due navi e le aveva deliberatamente sacrificate per salvare il resto della flotta cinese.
Le navi di Courbet non riuscirono a raggiungere gli incrociatori cinesi più veloci e la sera del 13 febbraio 1885 Courbet riportò la sua squadra nella baia di Shipu per affrontare lo Yuyuan e il Chengqing.

## La battaglia

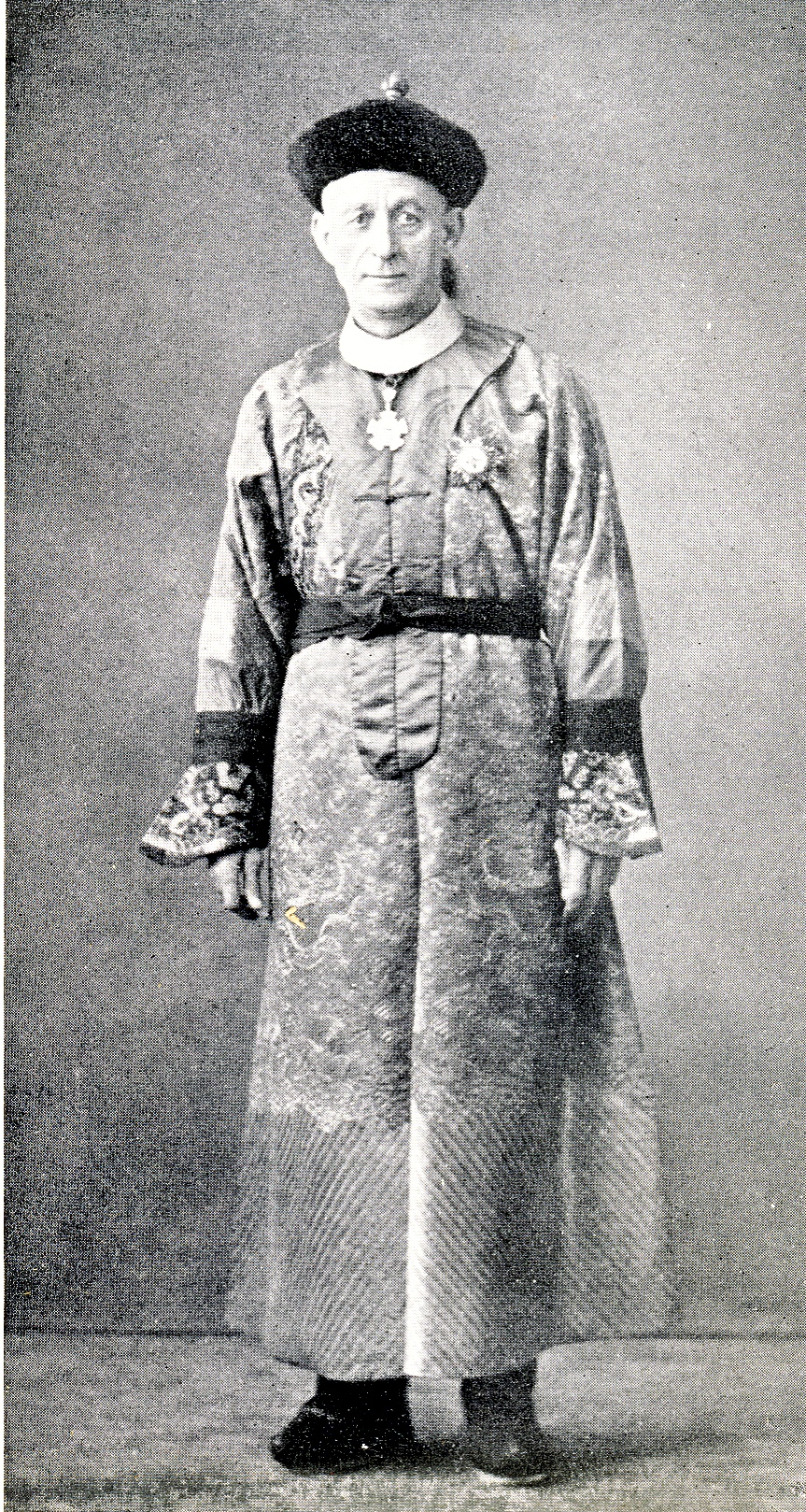
L'ufficiale navale americano L. C. Arlington, che prestò servizio con la Flotta del Nanyang durante la guerra franco-cinese

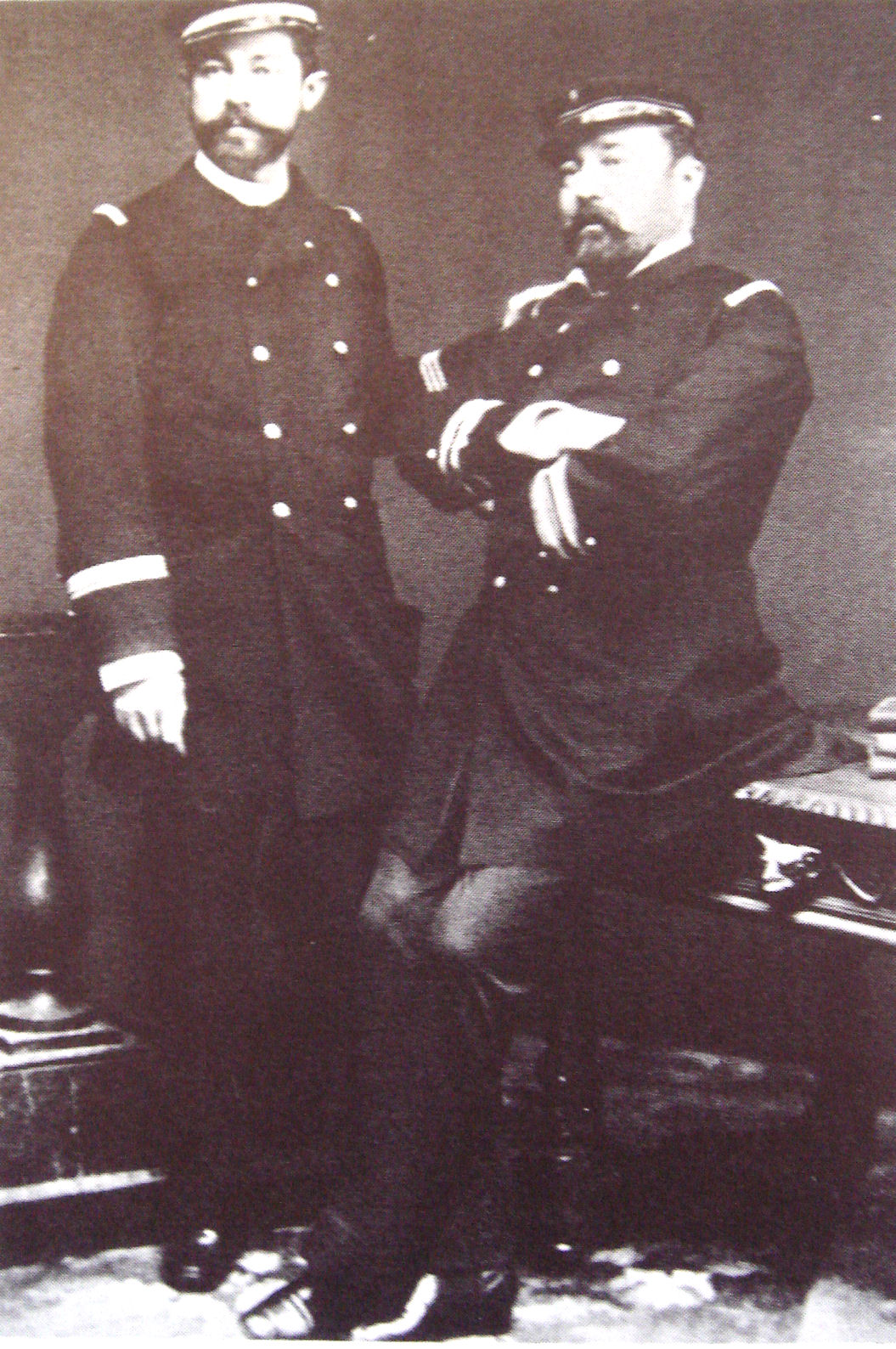
Il tenente di vascello Émile Duboc e il capitano di fregata Palma Gourdon, comandanti delle torpediniere francesi nella battaglia di Shipu.

La notte del 14 febbraio 1885 i francesi attaccarono le navi cinesi con due torpediniere, comandate rispettivamente dal capitano di fregata Palma Gourdon e dal tenente di vascello Émile Duboc. Entrambi si erano già distinti nelle prime battaglie della campagna del Tonchino. Gourdon era stato uno dei primi ufficiali ad entrare nelle difese vietnamite nella battaglia di Thuận An (20 agosto 1883), mentre Duboc aveva combattuto eroicamente nella battaglia di Cầu Giấy (19 maggio 1883) e nella battaglia di Phủ Hoài (15 agosto 1883).
I due ufficiali francesi misero a punto il loro attacco in coincidenza con l'inizio della festa del capodanno lunare cinese, nella speranza di cogliere i cinesi di sorpresa. La baia era anche piena di giunche e sampan che si erano rifugiati lì per sfuggire ai francesi, e Duboc e Gourdon speravano che le loro piccole lance, dipinte di nero per mimetizzarsi, potessero mescolarsi a queste imbarcazioni e avvicinarsi ai loro obiettivi senza essere viste. Arlington aveva avvertito i capitani cinesi di allontanare queste piccole imbarcazioni dalle due navi da guerra, ma il suo consiglio era stato ignorato. Le due lance francesi, con approfittando dell'oscurità, riuscirono ad avvicinarsi a meno di 100 metri dai loro obiettivi senza essere viste. Ma le sentinelle cinesi di entrambe le navi erano in allerta e le lance francesi furono finalmente avvistate. Sotto il pesante fuoco dei fucili cinesi, Duboc e Gourdon si avvicinarono in modo estremamente pericoloso e fecero esplodere con successo i loro siluri a pertica contro lo scafo della Yuyuan, rendendola immanovrabile. Entrambe le lance fuggirono dalla baia di Shipu e furono recuperate il mattino seguente dalla Saône.  Un marinaio francese fu ucciso dai colpi di fucile durante l'attacco.
Arlington ha lasciato una preziosa descrizione della battaglia dal punto di vista cinese. Era a bordo della Yuyuan quando la fregata fu attaccata dai due lance francesi e descrisse vividamente il panico che si scatenò dopo l'esplosione dei siluri, mentre l'equipaggio cinese abbandonava la nave e nuotava verso la riva. Durante la confusione dell'attacco, le batterie di terra cinesi aprirono il fuoco. Il fuoco dell'artiglieria cinese era estremamente impreciso e sembra che almeno un proiettile abbia colpito la Chengqing, rendendola immanovrabile.
La mattina del 15 febbraio 1885 i francesi fecero un sopralluogo nella baia di Shipu e scoprirono che entrambe le navi cinesi erano affondate. Gourdon e Duboc furono festeggiati al loro ritorno nella squadra francese e furono entrambi decorati per l'eroismo dimostrato nel portare a termine l'attacco con i siluri sotto il fuoco nemico.
Imbarazzate dalla perdita di una delle loro navi a causa del fuoco amico, le autorità cinesi affermarono in seguito che la Chengqing era stata deliberatamente affondata per evitare che cadesse nelle mani dei francesi. Tuttavia, sia Arlington che Duboc raccontano di aver visto un lampo luminoso e di aver sentito una forte esplosione a bordo della Chengqing durante la battaglia. Arlington pensò che lo sloop fosse stato colpito da un siluro francese, ma sembra piuttosto che sia stato vittima di una granata cinese. Duboc e Gourdon insistettero sul fatto che avevano attaccato solo la Yuyuan e non la Chengqing.

## Navi da guerra francesi nella spedizione di Shipu

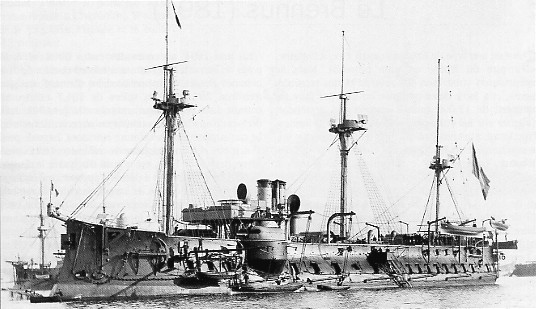
Bayard
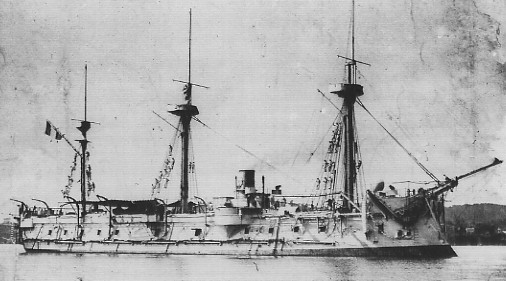
Triomphante
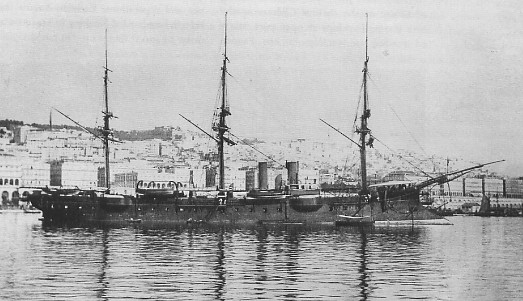
Duguay-Trouin
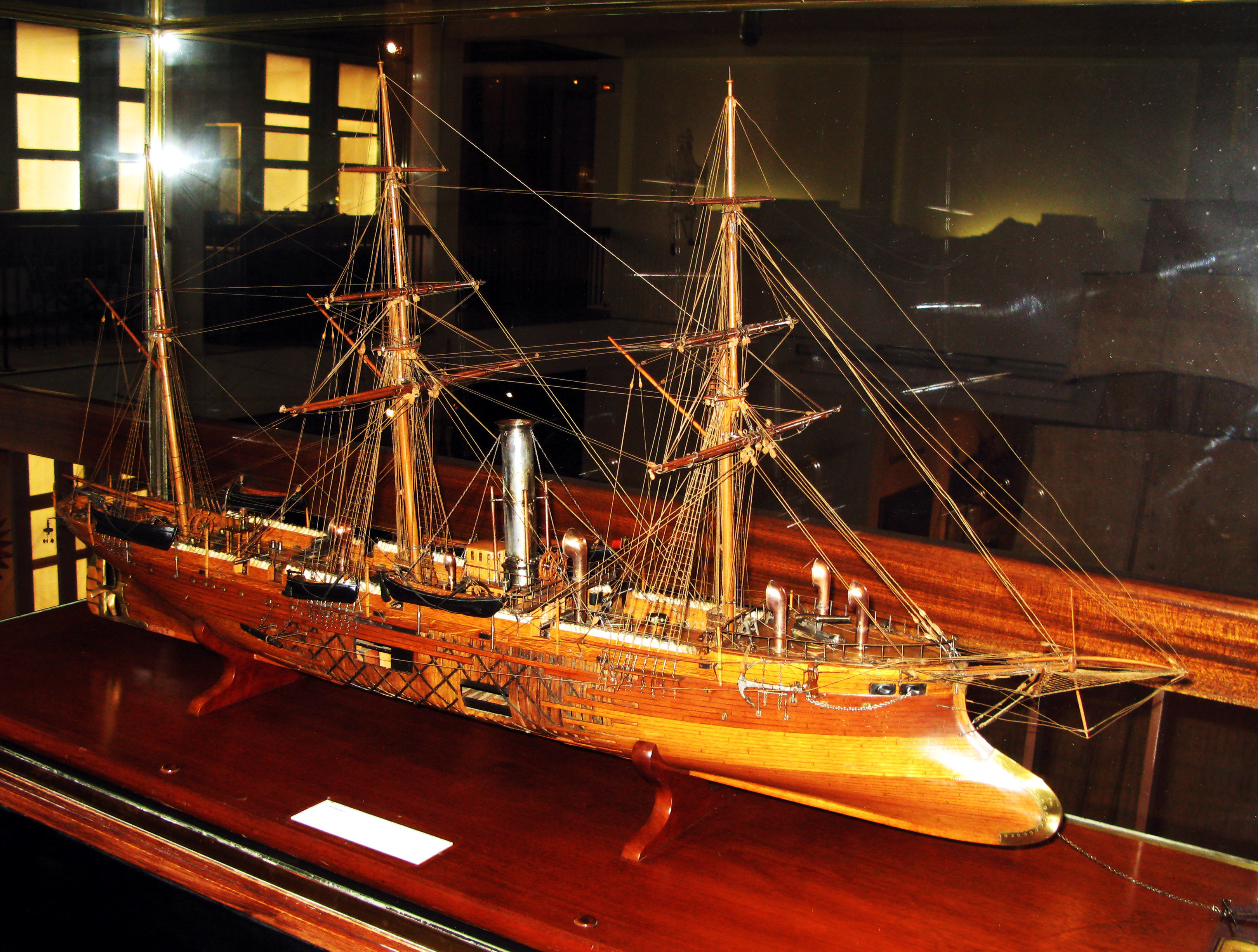
Éclaireur (modello in scala in mostra al museo navale di Tolone)

### Ulteriori letture
- (FR) Étienne Taillemite, Histoire ignorée de la marine française, in Pour l'histoire, Parigi, Éditions Perrin, 2003.
- (FR) Michel Vergé-Franceschi, Dictionnaire d'histoire maritime, in Bouquins, Éditions Robert Laffont, 2002.
- (FR) Rémi Monaque, Une histoire de la marine de guerre française, Parigi, éditions Perrin, 2016.
- (FR) Émile Duboc, L'affaire de Sheï-Poo, in Bibliothèque de Souvenirs & Récits Militaires, n. 63, Parigi, Éditeur Henri Gautier, 1897.
- (FR) Paul Chack, 3, in Marins de ma bordée, Parigi, Éditions de France, 1942.